# Australia en la Copa Mundial de Rugby de 2015
Los Wallabies fueron una de las 20 naciones participantes de la Copa Mundial de Rugby de 2015, que se realizó por segunda vez en Inglaterra (Reino Unido).
Australia había ganado The Rugby Championship 2015 por lo que era un serio candidato al título, que no consigue desde Gales 1999, contando para esto con una de sus mejores generaciones.

## Plantel
Will Skelton y Wycliff Palu se lesionaron contra Uruguay, fueron reemplazados por Sam Carter y James Hanson.
|                            | Jugador            | Edad    | Posición      | Tests | Equipo                   |
| -------------------------- | ------------------ | ------- | ------------- | ----- | ------------------------ |
| Hookers y Pilares          |                    |         |               |       |                          |
|                            | James Hanson       | 27 años | Hooker        | 10    | Melbourne Rebels         |
|                            | Greg Holmes        | 32 años | Pilar         | 18    | Queensland Reds          |
| 3                          | Sekope Kepu        | 29 años | Pilar         | 56    | Union Bordeaux Bègles    |
| 2                          | Stephen Moore      | 32 años | Hooker        | 96    | Brumbies                 |
|                            | Tatafu Polota-Nau  | 30 años | Hooker        | 54    | New South Wales Waratahs |
| 1                          | Scott Sio          | 24 años | Pilar         | 10    | Brumbies                 |
|                            | James Slipper      | 26 años | Pilar         | 68    | Queensland Reds          |
|                            | Toby Smith         | 27 años | Pilar         | 1     | Melbourne Rebels         |
| Segundas líneas            |                    |         |               |       |                          |
|                            | Sam Carter         | 26 años | Segunda línea | 12    | Brumbies                 |
| 4                          | Kane Douglas       | 26 años | Segunda línea | 16    | Brisbane City            |
|                            | Dean Mumm          | 31 años | Segunda línea | 37    | New South Wales Waratahs |
| 5                          | Rob Simmons        | 26 años | Segunda línea | 53    | Queensland Reds          |
|                            | Will Skelton       | 23 años | Segunda línea | 12    | New South Wales Waratahs |
| Alas y Octavos             |                    |         |               |       |                          |
| 6                          | Scott Fardy        | 31 años | Ala           | 24    | Brumbies                 |
| 7                          | Michael Hooper     | 24 años | Ala           | 46    | New South Wales Waratahs |
|                            | Ben McCalman       | 27 años | Octavo        | 41    | Panasonic Wild Knights   |
|                            | Sean McMahon       | 31 años | Ala           | 4     | Melbourne Rebels         |
|                            | Wycliff Palu       | 33 años | Octavo        | 56    | New South Wales Waratahs |
| 8                          | David Pocock       | 27 años | Octavo        | 50    | Brumbies                 |
| Medios scrum               |                    |         |               |       |                          |
| 9                          | Will Genia         | 27 años | Medio scrum   | 60    | Stade Français Paris     |
|                            | Nick Phipps        | 26 años | Medio scrum   | 32    | New South Wales Waratahs |
| Aperturas y Centros        |                    |         |               |       |                          |
|                            | Kurtley Beale      | 26 años | Centro        | 53    | New South Wales Waratahs |
|                            | Quade Cooper       | 27 años | Apertura      | 57    | Rugby Club Toulonnais    |
| 10                         | Bernard Foley      | 26 años | Apertura      | 21    | New South Wales Waratahs |
| 12                         | Matt Giteau        | 33 años | Centro        | 96    | Rugby Club Toulonnais    |
| 13                         | Tevita Kuridrani   | 24 años | Centro        | 24    | Brumbies                 |
|                            | Matt Toomua        | 25 años | Centro        | 25    | Brumbies                 |
| Fullbacks y Wings          |                    |         |               |       |                          |
| 14                         | Adam Ashley-Cooper | 31 años | Wing          | 108   | Union Bordeaux Bègles    |
| 15                         | Israel Folau       | 26 años | Fullback      | 33    | New South Wales Waratahs |
|                            | Rob Horne          | 26 años | Wing          | 27    | New South Wales Waratahs |
| 11                         | Drew Mitchell      | 31 años | Wing          | 65    | Rugby Club Toulonnais    |
|                            | Henry Speight      | 27 años | Wing          | 18    | Brumbies                 |
|                            | Joe Tomane         | 25 años | Fullback      | 16    | Brumbies                 |
| Entrenador: Michael Cheika |                    |         |               |       |                          |

## Participación
Australia integró el grupo A con la Rosa local, la dura Fiyi, los Dragones rojos y la débil Uruguay. Ganaron todos los partidos como era de esperarse y en la última jornada eliminaron a Inglaterra, quien tuvo su peor participación en la historia.

### Fase final
En cuartos de final cruzaron al XV del Cardo, repitiendo lo sucedido en Australia 2003, que venía con Ross Ford, Richie Gray, David Denton, el capitán Greig Laidlaw y Stuart Hogg. Australia ganó agónica y polémicamente, por un penal que no era concedido en la última jugada.
Las semifinales los enfrentó, por primera vez en fase final, a los Pumas que habían vencido al XV del Trébol y formaban al capitán Agustín Creevy, Juan Fernández Lobbe, Nicolás Sánchez, Juan Martín Hernández y Juan Imhoff. Un implacable Ashley-Cooper marcó un triplete para la cómoda victoria ante Argentina.

### Final
El partido cúlmine fue contra los All Blacks, reinantes campeones, en el duelo más importante entre ambos de la historia.
Los kiwis alinearon a Owen Franks, Sam Whitelock, el capitán Richie McCaw, Dan Carter, Ma'a Nonu y Julian Savea. En un encuentro ameno con las selecciones rompiendo un récord al anotar cinco tries, se vio a los Wallabies muy nerviosos; provocaron cuatro penales y Nueva Zelanda los aprovechó para ganar el partido.